# Нечестивий Грааль
«Нечестивий Грааль» (англ. The Unholy Grail) — оповідання Фріца Лайбера в жанрі меч і чари про Фафгрда та Сірого Мишолова. 
Входить до збірки «Мечі та чортівня».

## Сюжет
У лісистих володіннях герцога Джанарра магія заборонена. Однак Главас Ро, вигнаний чарівник, все ще практикує своє ремесло на лісовій галявині, захищеній чарами. Його молодий учень Мишеня, який все ще коливається між вірністю чорній чи білій магії, повертається після довгих пошуків, але знаходить свого вчителя мертвим, а їхній будинок зруйнованим. Розлюченого, але засмученого Мишеня заарештовує герцог та його єгері. На щастя, він втікає, застосувавши чари, які збивають з пантелику переслідувачів. Він також накладає темне закляття на Герцога, яке повільно вбиває його. Тепер він не Мишеня, а Мишолов.
Важко пораненого Мишолова виявляє Івріан, дочка герцога, яка також таємно навчалася у Главаса Ро. Він звинувачує її в тому, що вона зрадила його та Главаса. Зненацька їх обох захоплює Джанарр, який катує Мишолова в найдальшому підземеллі свого замку. Використовуючи чорну магію, усвідомлюючи, що вона може нашкодити йому, Мишолову вдається заклинання перенаправлення болі на Герцога, використовуючи Івріан як фокус. Герцог гине, його слуги тікають, а пара швидко втікає з замку.